# Onze-Lieve-Vrouwebasiliek (Avioth)
De Basiliek van Onze-Lieve-Vrouw van Avioth is een religieus gebouw in gotische stijl, gebouwd in de 14e eeuw en gelegen in het voormalige graafschap Chiny (tegenwoordig in het noorden van het Franse departement Meuse). Het is geclassificeerd als monument historique sinds de eerste lijst van 1840.
Gezien zijn grootsheid en de beperkte omvang van het dorp Avioth, wordt de kerk ook "de kathedraal van de Velden" genoemd, omdat zij in niemandsland gebouwd lijkt te zijn. Ze dankt haar ligging en omvang aan het feit dat het dorp gelegen was op de pelgrimsroute naar Santiago de Compostella.

## Geschiedenis
Oorspronkelijk een eenvoudig gehucht, dankt het dorp Avioth zijn ontwikkeling aan de wonderlijke ontdekking van een houten beeld van de Maagd Maria met Kind in de loop van de twaalfde eeuw. Al snel ontwikkelt zich hier een bedevaart en de kerkelijke en feodale autoriteiten ondersteunen de bouw van een kerk.
De kerk van Onze-Lieve-Vrouw van Avioth genoot het voorrecht een zeer populair toevluchtsoord te zijn. De bedevaart naar Onze-Lieve-Vrouw van Avioth wordt reeds gehouden sinds de twaalfde eeuw. Jaarlijks trekt deze processie op 16 juli nog veel gelovigen. Volgens de overlevering zou Bernardus van Clairvaux er voor het eerst het Salve Regina gezongen hebben. Paus Johannes Paulus II verhief het gebouw in 1993 tot basilica minor.
Onze-Lieve-Vrouw van Avioth is een van de weinige zogenaamde zwarte maagden in het noordoosten van Frankrijk. Door koolstof-14-datering van het lindenhout is aangetoond dat het hout rond het jaar 1095 werd gesneden en bevestigt aldus de traditie dat het beeld in de 12e eeuw werd ontdekt.

## Architectuur

### De grote kerk van Avioth

#### Stichting
In de twaalfde zorgde de toevallige ontdekking van een standbeeld van de Maagd Maria met Kind en de wonderbaarlijke terugkeer van het beeld naar de oorspronkelijke locatie voor de bouw van een eerste oratorium. Dit was een kleine houten kapel die waarschijnlijk kort nadien werd gebouwd om het standbeeld te huisvesten. Al snel was het bouwwerk ontoereikend. Kort nadien werd een eerste stenen romaanse kerk gebouwd. Enkele pilaren van het huidige koor lijken afkomstig uit deze periode. Het dorp verwierf een zekere zelfstandigheid in 1223 en maakte een economische bloei mee die gelijk liep met de groeiende populariteit van de bedevaart. Het lijkt erop dat de bouw van een enorm gotisch schip al snel van start ging, waarschijnlijk in de late dertiende eeuw.

#### Kenmerken
Er zijn weinig bronnen om de exacte bouwgeschiedenis te documenteren. De aanvang van de huidige kerk lijkt begonnen met de bouw van het koor in de typische stralende stijl van de late dertiende te dateren. De kerk staat op een groot terras omgeven door een nog zichtbare omheining en gedomineerd door La recevresse.
Het grondplan is van het basilicale type met twee niveaus en een ambulatoire. Globaal lijkt de kerk geïnspireerd te zijn door verschillende stijlen. Sommige elementen zijn typisch Lotharings, zoals de opstand van de traveeën bestaande uit twee delen. Uit de Champagneregio komt de inspiratie voor de de kooromgang en de portaal met brandglas van de westgevel. Deze westelijke voorgevel, die dateert uit de veertiende, toont een indrukwekkende overvloed aan sculpturen. Ze werden gespaard tijdens de vernieling van de Franse revolutie. Hier is duidelijk de inspiratie te zien van de nabijgelegen abdij van Mouzon.
De noordkant is de minst aangepaste en verbouwde kant van de kerk, de kleine portaalopening in het transept en bekroond door een grote inham op de wijze van Toulouse. In de eerste rij van het koor werd in de vijftiende een elegant klein gebouw met twee verdiepingen toegevoegd waarvan de functie onbekend is en van binnenuit totaal onzichtbaar blijft.
De zuidelijke zijpoort, daterend uit de 15e eeuw, is door de ligging van de kerk op het portaal ten opzichte van het aanliggende marktplein het belangrijkste portaal geworden, een overdaad aan beelden toont in het midden een gebeeldhouwd timpaan met een afbeelding van het leven van de Maagd Maria.
Aan het einde van de vijftiende werd een enorme en flamboyante kapel toegevoegd en grenst aan de uitbreiding van het zuidelijke transept. Deze laatste werd hiervoor de decoratie aangepast en opnieuw ingericht in de stijl van de renaissance.
In de loop van de 17e eeuw werd een grote trap toegevoegd die een directe toegang tot voor het westelijke portaal mogelijk maakt. Tijdens de Franse Revolutie werden weinig beelden uit de kerk verwijderd en er werden slechts enkele niet erg zichtbare restauraties uitgevoerd in de 19e eeuw door Emile Boeswillwald .

#### Interieur
Hoewel de ingang langs de zijkant gelegen is, geeft de opstand in twee niveaus een mooie indruk van hoogte aan het centrale gewelf, de zijbeuken zijn lager. De eerste twee traveeën van het schip zijn vanwege het niveauverschil gescheiden van de derde met twee treden.
De enorme overspanning van het transept zorgt op onopvallende wijze voor een mooi licht, evenals de nieuwe kapel in het verlengde van het zuidelijke transept. Het koor, twee traveeën diep, is omgeven door een prachtige stenen omheining, doorboord en bekroond door een indrukwekkende tabernakel waarvan de vorm lijkt te zijn geïnspireerd op die van de Recevresse aan de buitenzijde van de kerk. Een geopende kooromgang zorgt voor een open ruimtegevoel in de kerk.

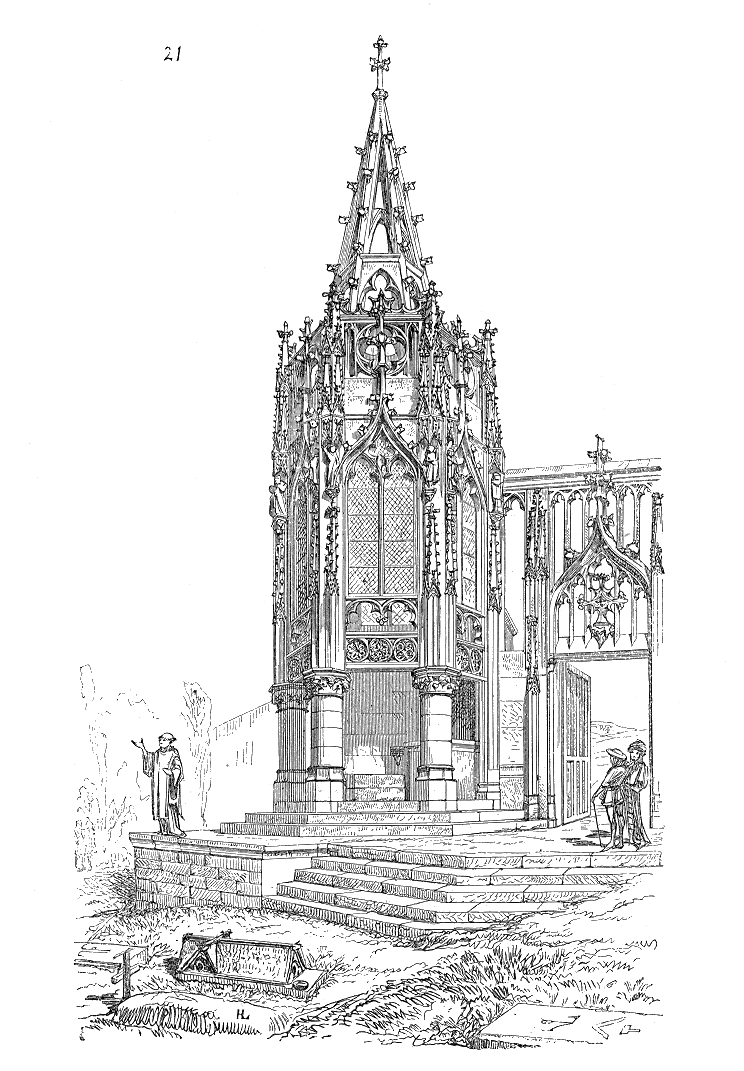
Reproductie van tabernakel
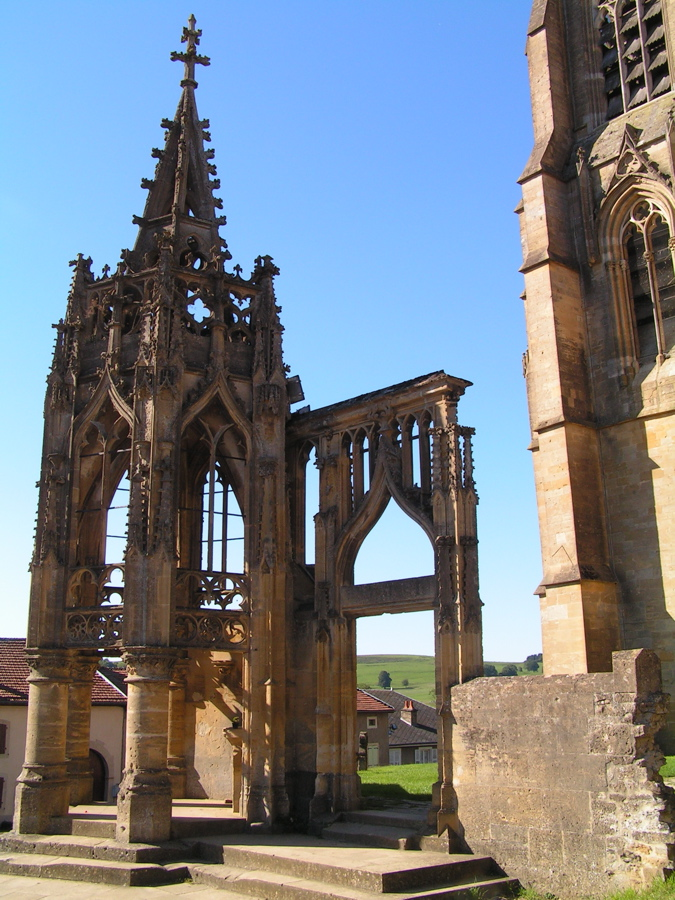
De Recevresse
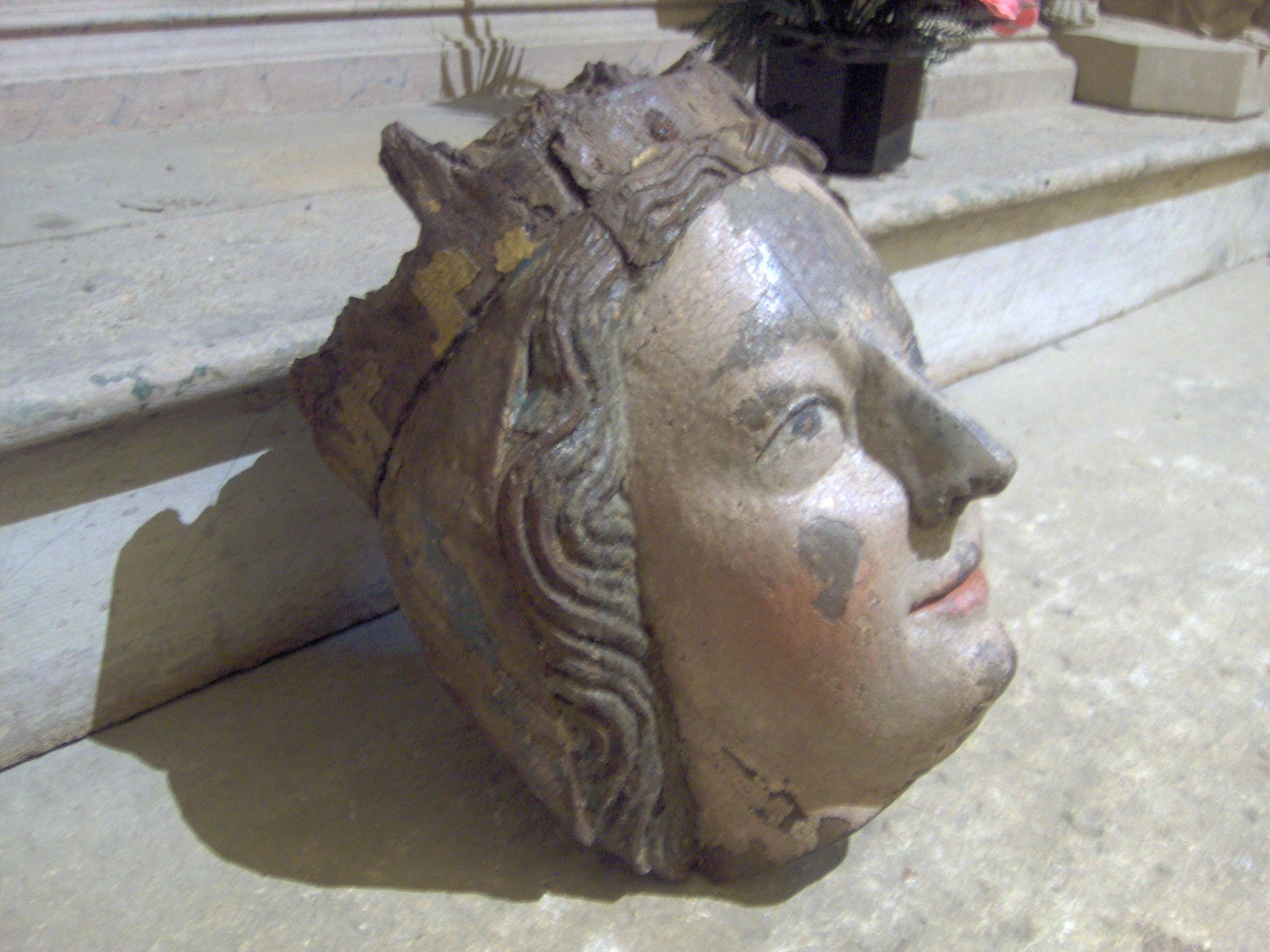
Het hoofd van het mariabeeld op de Recevresse (15e eeuw) dat werd verminkt tijdens de Franse Revolutie en vervangen in 1802 door het standbeeld dat momenteel zichtbaar is in de Recevresse.
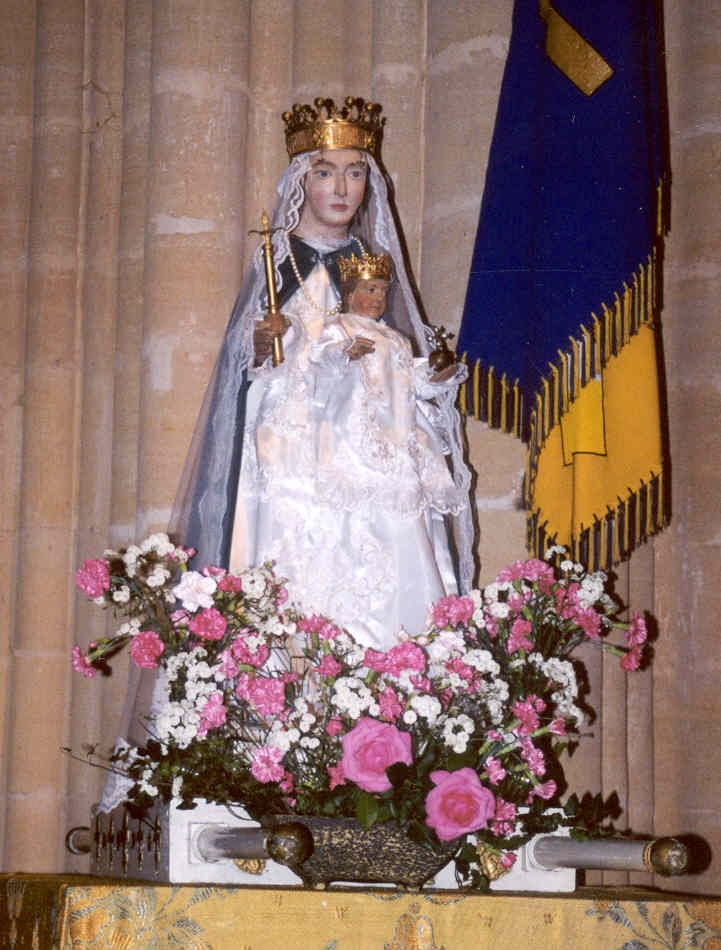
Onze Lieve Vrouw van Avioth (12e eeuw). De kleur van het gezicht en de handen van het standbeeld werd veranderd aan het eind van de 19e eeuw ook de Christus dateert uit deze periode.

### DeRecevresse
De Recevresse is een uniek monument ter wereld. Een reproductie op ware grootte bevindt zich in het museum van de Franse monumenten te Parijs.
Dit flamboyante gotische meesterwerk werd waarschijnlijk gebouwd op de plaats van de ontdekking van het wonderbaarlijke beeld. Het vervangt het eerste bescheiden oratorium. Aan het begin van de veertiende , toen het beeld van Onze-Lieve-Vrouw van Avioth definitief in de kerk werd geplaatst, nam een ander beeld van de Maagd haar plaats in om in haar naam het aanbod van de pelgrims te ontvangen. Men noemde dit standbeeld: de ontvangende Maagd (la vierge recevresse). Naarmate de tijd verstreek, werd de naam van Recevresse aan het monument gegeven.
Zo werd gedurende acht eeuwen de Basiliek van Avioth gebouwd en onderhouden door middel van giften en offers. Dit is vandaag nog steeds het geval. Vandaag wordt dit werk verdergezet door de leden van de Vriendenvereniging van de Basiliek van Avioth, die de giften van de vele pelgrims beheren. Samen met de gemeente, de Conseil général de la Meuse en de Direction régionale des affaires culturelles de Lorraine zorgen zijn voor de instandhouding en beheer van de basiliek.
De handboeien boven het beeld werden daar geplaatst door gevangenen uit dankbaarheid aan Onze Lieve Vrouw van Avioth voor hun bevrijding.
Het wapen op de muur is dat van Gilles de Rodemack, provoost van Montmédy en gouverneur van Luxemburg aan het begin van de 15e eeuw. .
De Recevresse werd gerestaureerd door Boeswilwald van 1844 tot 1846 .
De glas-in-loodramen van de kapel van Saint-Jean zijn te danken aan de meester-glasblazer Jean-Jacques Grüber (1930).